# Rödsidig hök
Rödsidig hök (Aerospiza castanilius) är en fågel i familjen hökar inom ordningen hökfåglar. Den förekommer i västra och centrala Afrika.

## Utseende och läte
Rödsidig hök är en mycket liten hök med mörkt skiffergrå rygg, ett ugglelikt tecknad ansikte och tät tvärbandning i rödbrunt och grått på bröstet, på flankerna rödare. Dessa färger kontrasterar med gulaktigt ansikte och gula ben. Arten är mycket lik den större rödbröstad hök, men skiljer sig förutom storleken genom tydligt längre mittklo. Lätena är inte beskrivna.

## Utbredning och systematik
Fågeln förekommer från de täta skogarna i Nigeria till Kongoflodens avrinningsområde. Den delas in i två underarter med följande utbredning:
- Accipiter castanilius castanilius – södra Nigeria till Gabon och västra Demokratiska republiken Kongo
- Accipiter castanilius beniensis – östra Demokratiska republiken Kongo

### Släktestillhörighet
Arten placerades tidigare i släktet Accipiter. Genetiska studier visar dock att släktet så som det traditionellt är konstituerat är parafyletiskt, där kärrhökarna i Circus är inbäddade, men också släktena Erythrotriorchis och Megatriorchis. För att kärrhökarna ska kunna behållas i ett eget släkte delas därför Accipiter delas upp i flera mindre släkten, däriblamd Aerospiza.

## Status
Arten har ett stort utbredningsområde, men tros minska i antal, dock inte tillräckligt kraftigt för att den ska betraktas som hotad. Internationella naturvårdsunionen IUCN listar arten som livskraftig (LC).